# エレーナ・ビトリチェンコ
オレーナ・ヴィトリチェンコ/ エレーナ・ビトリチェンコ（Olena Vitrychenko/ Elena Vitrichenko, 1976年11月25日 - ）は、ウクライナ出身の新体操選手。コーチは母でもあるニーナ・ビトリチェンコ。

## 獲得タイトル
- 1996年 アトランタオリンピック 銅メダル
- 1997年 ヨーロッパ選手権 個人総合1位
- 1997年 世界新体操選手権 優勝
- 1997年 EPSONカップ 優勝